# Shaun the Sheep Movie
Shaun the Sheep Movie (bra: Shaun, o Carneiro: O Filme; prt: A Ovelha Choné: O Filme) é um filme britânico de animação stop-motion de aventura e comédia produzido pela Aardman Animations e HIT Entertainment, baseado na série de televisão homônima, uma história derivada da série Wallace e Gromit. O filme foi escrito e dirigido por Richard Starzak e Mark Burton e financiado e distribuído pelo StudioCanal, O filme foi lançado no Reino Unido em 6 de fevereiro de 2015, no Brasil e em Portugal em 3 de setembro de 2015.
A sequência intitulada A Shaun the Sheep Movie: Farmageddon foi lançado em 18 de outubro de 2019.

## Enredo
O filme narra as aventuras de Shaun (Choné), Bitzer e seu rebanho que vão para a cidade grande para resgatar o Fazendeiro (Agricultor), que perde-se por causa das travessuras de Shaun.
Depois de um golpe na cabeça, o Fazendeiro é diagnosticado com amnésia, mas ainda mantém algumas lembranças, o que foi crucial para o enredo. Enquanto isso, Shaun é capturado pelo Controle de Animais e se vê em uma cela com Bitzer. Mais tarde, ambos escapam e tentam encontrar o Fazendeiro, que agora é um cabeleireiro mundialmente famoso (que por engano raspou o cabelo de uma celebridade famosa, como se ele estivesse com Shaun), para iniciar uma nova tendência. No entanto, o fazendeiro não reconhece mais Shaun e o carneiro logo é deixado de coração partido após o encontro.
O rebanho elabora o seguinte plano; quando todos forem dormir, raptarão o Fazendeiro, para levá-lo de volta para o campo. O plano dos protagonistas não será tão fácil como eles pensam, mas mesmo assim estão determinados a vencer.

## Elenco
- Justin Fletcher como Shaun(pt-BR) ou Choné(pt-PT?) e Timmy
- John Sparkes como Bitzer e Fazendeiro(pt-BR) ou Agricultor(pt-PT?)
- Omid Djalili como Trumper
- Kate Harbour como a Mãe de Timmy e Meryl
- Richard Webber como Shirley
- Tim Hands como Slip
- Simon Greenall como Os Gêmeos(pt-BR) ou Os Gémeos(pt-PT?)
- Emma Tate como Hazel
- Henry Burton como o Doutor Junior/Visitante da Contenção de Animais
- Dhimant Vyas como o Consultor do Hospital
- Sophie Laughton como a Visitante da Contenção de Animais
- Nia Medi James como o Carneiro Operático(pt-BR) ou a Ovelha Operática(pt-PT?)
- Andy Nyman como Nuts
- Jack Paulson como a Celebridade com problema no cabelo
- Nick Park como ele mesmo

## Produção
Em janeiro de 2011, a BBC informou que a Aardman tinha começado a desenvolver uma versão cinematográfica de Shaun the Sheep e que seria lançada entre 2013/2014. Em abril de 2013, foi anunciado que o filme seria escrito e dirigido por Richard Starzak e Mark Burton, e financiado e distribuído pelo StudioCanal. Em 24 de setembro de 2013, foi anunciado que o filme seria lançado nos cinemas britânicos em 20 de março de 2015, mas posteriormente a data foi alterada para 6 de fevereiro de 2015. As filmagens e a produção começaram no dia 30 de janeiro de 2014. A animadora portuguesa Rita Sampaio também participou na produção do filme.

### Trilha sonora
Ilan Eshkeri compôs a trilha sonora do filme. A música-tema, "Feels Like Summer", foi uma colaboração entre Tim Wheeler (da banda de rock Ash), o compositor Ilan Eshkeri e o ex integrante da banda Kaiser Chief, Nick Hodgson.

## Lançamento
O cartaz e o trailer foram lançados em 3 de abril de 2014. O filme estreou no Festival Sundance de Cinema como parte do programa Sundance Kid, em 24 de janeiro de 2015. No Reino Unido, o filme foi lançado em 6 de fevereiro de 2015. Nos Estados Unidos, o foi lançado em 7 de agosto de 2015 pela Lionsgate Films. No Brasil o filme foi lançado em 3 de setembro de 2015 sob a distribuição da Universal Studios. Em Portugal o filme estreou primeiramente no Monstra Festival em 18 de março de 2015, e foi lançado nos cinemas portugueses em 3 de setembro de 2015, sob a distribuição da NOS Audiovisuais.

## Recepção
Na revisão agregadora do site Rotten Tomatoes, foi relatado que 99% dos 172 críticos deram ao filme uma revisão positiva, com uma pontuação de 8.10 de 10.00 comentando que o filme foi: "Caloroso, engraçado e brilhantemente animado, Shaun the Sheep é mais uma joia stop-motion na coroa familiar da Aardman." No site Metacritic, o filme marcou 81/100, baseado em 30 criticas, indicando "aclamação universal". O filme também foi indicado ao Oscar 2016, na categoria de melhor filme de animação.

## Sequência
O estúdio Aardman afirmou que está considerando produzir uma sequência do filme, mais tarde o estúdio afirmou que já começou a produzir, e a estreia está prevista para 2019.